# 浅漬け

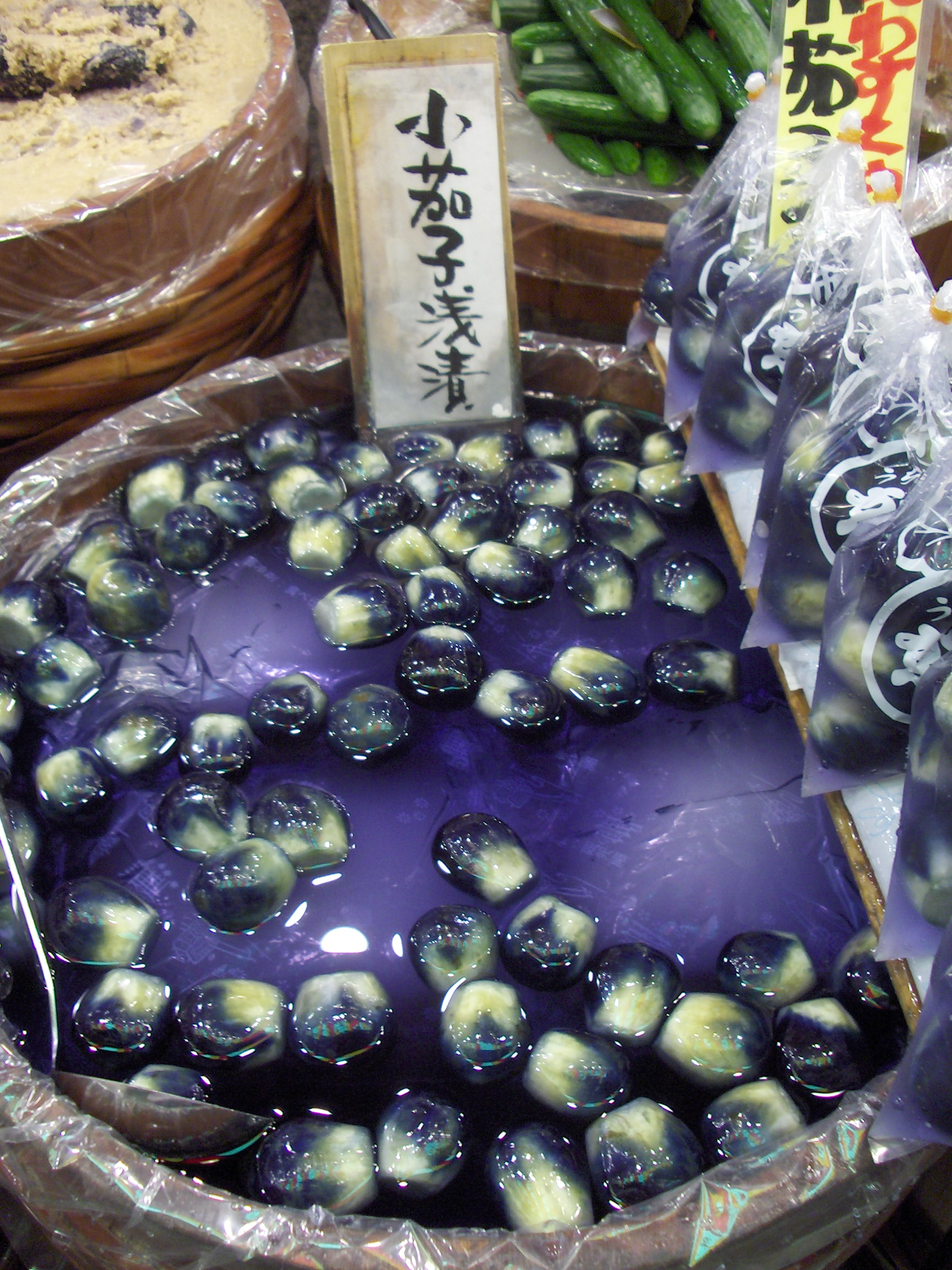
小茄子浅漬（京都・錦市場）

浅漬け（あさづけ）とは、野菜（胡瓜、大根、茄子など）を短時間、塩や調味液で漬けた漬物のことである。即席漬け、一夜漬け、お新香（おしんこ）などとも呼ばれる。また、調理法として酢漬けや糠漬けなどの漬物を短時間で引き上げたものを浅漬けと言う場合もある（この場合、対義語は「古漬け」）。
塩が少量の浅漬けでも、塩分による味や食感の変化だけでなく、乳酸発酵も進んでいる。

## 概要
「新生姜」は、それまでの古漬けと違い浅漬のはしりとなったものである。漬物専門店で多くの浅漬けが売られている。また、切った野菜を塩で揉み、昆布、唐辛子などと共にタッパーや袋に入れておくだけで出来るため、家庭でもよく作られている。また、野菜にまぶすだけの調味液も市販されている。加工食品としても人気があり、漬物生産量も多い。
葉野菜などは、水分が減るために旨みが凝縮されるとともにカサが減るので多量の野菜を摂取しやすくなる。また、発酵を伴わないので野菜の色が抜けて汚くならない。乳酸菌で発酵させる漬物は乳酸が雑菌の多くを死滅させるが、浅漬けは発酵を伴わずpHも5程度と、発酵させた漬物に比べて酸性が弱いものが多い。

## 食中毒
浅漬けが原因とみられる腸管出血性大腸菌（O157など）による食中毒はしばしば発生しており、死亡者が出た事例は2000年に1人、2005年に6人、2012年に7人となっている（2012年の事例については「白菜の浅漬けによるO157集団食中毒」も参照）。菌の由来は、野菜の肥料となる牛ふん堆肥であると考えられており、不十分な発酵過程で大腸菌が残存し、結果的に野菜に菌が残留するというものである。野菜の加熱処理がない場合や次亜塩素酸ナトリウムによる処理が不十分である等、消毒に対する思想・体制の不備のほか、余分な塩分や食品添加物が少ない食品が好まれるという消費者の嗜好の変化もあり、菌が生存する可能性は高まる傾向にある。2014年に東京工科大学の研究グループが、浅漬けの風味を劣化させることなく、腸管出血性大腸菌増殖を抑制する効果を持つ乳酸菌を発見した事を報告した。

## 各種
地方の特産物となっているものもあり、日本各地で作られ食べられている。
白菜に調味液を加える浅漬け式で製造される日本のキムチもある。酸味が少なくあっさりとした風味になるので、日本で人気があり、市販の調味液を使うことによって家庭でも短時間で簡単に作ることができる。マリネは、魚・野菜などを酢に漬け込む浅漬けの一種である。